# 2019冠狀病毒病捷克疫情
2020年3月1日，捷克卫生部长渥伊泰赫表示，该国出现新冠肺炎确诊病例，而且首度通报就3宗，3名患者在近期都曾去过意大利北部。据路透社报道，捷克卫生部官员指出，3名患者分别是两名捷克男性，一名美国女性，而三人近期都有意大利旅行史。

## 措施
2020年3月初，捷克宣佈禁止防護性的醫療器材（含口罩、手套）出口。3月12日，捷克進入国家进入紧急状态。
为了降低2019冠状病毒病疫情对捷克的危害，捷克总理安德烈·巴比什在2020年3月15日宣布了全国性的封锁隔离措施。这一在捷克历史上前所未有的隔离举措自3月16日起生效，将影响全国近1100万民众。所有非工作相关的出行受到禁止，唯购物、就医、拜访近亲属仍然被允许。
除隔离措施外，捷克还将实施一步旅行限制以阻止所有非捷克居民入境以及所有捷克公民出国旅行。
自3月18日起，捷克政府要求民眾在公共場合一律需要佩戴口罩，不論該場合是在室內還是室外。5月18日，全國緊急狀態結束。
10月1日起，捷克进入国家紧急状态，捷克也成为欧盟第一个再次進入国家紧急状态的国家。

## 援助
2021年3月3日，捷克总统新闻发言人伊日·奥夫恰切克表示，捷克总统米洛什·泽曼已向中国发出提供新冠病毒疫苗的请求。